# 1960년 일본 시리즈
1960년 일본 시리즈(일본어: 1960年の日本シリーズ)는 1960년 10월 11일부터 10월 15일까지 열린 일본 프로 야구의 일본 시리즈 경기이다. 센트럴 리그 우승 팀인 다이요 웨일스가 총 4차례의 접전을 펼친 끝에 퍼시픽 리그 우승 팀 마이니치 다이에이 오리온스(다이마이)를 누르고 4전 전승의 성적을 기록, 창단 이후 첫 우승을 차지했다.
한편, 그 해 일본 시리즈는 처음이자 마지막으로 가와사키 구장에서 열린 시리즈이기도 했다.

## 감독
| 소속 리그   | 소속                       | 감독            |
| ----------- | -------------------------- | --------------- |
| 센트럴 리그 | 다이요 웨일스              | 미하라 오사무   |
| 퍼시픽 리그 | 마이니치 다이에이 오리온스 | 니시모토 유키오 |

## 경기 일정
- 1차전 : 10월 11일
- 2차전 : 10월 12일
- 3차전 : 10월 14일
- 4차전 : 10월 15일

## 경기 기록
| 일시                         | 경기   | 원정팀(선공)               | 스코어 | 홈팀(후공)                 | 개최 구장     | 개시 시각 | 경기 시간  | 관중수   |
| ---------------------------- | ------ | -------------------------- | ------ | -------------------------- | ------------- | --------- | ---------- | -------- |
| 10월 11일(화)                | 1차전  | 마이니치 다이에이 오리온스 | 0 - 1  | 다이요 웨일스              | 가와사키 구장 | 13시 04분 | 2시간 12분 | 18,354명 |
| 10월 12일(수)                | 2차전  | 마이니치 다이에이 오리온스 | 2 - 3  | 다이요 웨일스              | 가와사키 구장 | 12시 59분 | 2시간 29분 | 18,421명 |
| 10월 13일(목)                | 이동일 | 이동일                     | 이동일 | 이동일                     | 이동일        | 이동일    | 이동일     | 이동일   |
| 10월 14일(금)                | 3차전  | 다이요 웨일스              | 6 - 5  | 마이니치 다이에이 오리온스 | 고라쿠엔 구장 | 13시 00분 | 2시간 38분 | 31,586명 |
| 10월 15일(토)                | 4차전  | 다이요 웨일스              | 1 - 0  | 마이니치 다이에이 오리온스 | 고라쿠엔 구장 | 13시 00분 | 2시간 44분 | 32,409명 |
| 우승: 다이요 웨일스(첫 우승) |        |                            |        |                            |               |           |            |          |

## 일본 시리즈 경기 결과

### 1차전
- 10월 11일 - 가와사키 구장

| 팀 | 1 | 2 | 3 | 4 | 5 | 6 | 7 | 8 | 9 | R | H | E |
| 다이마이                                                                                                  | 0 | 0 | 0 | 0 | 0 | 0 | 0 | 0 | 0 | 0 | 5 | 0 |
| 다이요 | 0 | 0 | 0 | 0 | 0 | 0 | 1 | 0 | X | 1 | 5 | 0 |
| 승리 투수: 아키야마 노보루(1-0) 패전 투수: 나카니시 가쓰미(0-1) 홈런: 다이요 – 가네미쓰 히데노리(7회 1점) |   |   |   |   |   |   |   |   |   |   |   |   |

### 2차전
- 10월 12일 - 가와사키 구장

| 팀                                                                                                  | 1 | 2 | 3 | 4 | 5 | 6 | 7 | 8 | 9 | R | H | E |
| 다이마이                                                                                            | 0 | 0 | 0 | 0 | 0 | 2 | 0 | 0 | 0 | 2 | 5 | 0 |
| 다이요                                                                                              | 0 | 0 | 0 | 0 | 0 | 2 | 1 | 0 | X | 3 | 9 | 1 |
| 승리 투수: 시마다 겐타로(1-0) 패전 투수: 오노 쇼이치(0-1) 홈런: 다이마이 – 에노모토 기하치(6회 2점) |   |   |   |   |   |   |   |   |   |   |   |   |

### 3차전
- 10월 14일 - 고라쿠엔 구장

| 팀 | 1 | 2 | 3 | 4 | 5 | 6 | 7 | 8 | 9 | R | H  | E |
| 다이요 | 2 | 1 | 0 | 0 | 2 | 0 | 0 | 0 | 1 | 6 | 10 | 0 |
| 다이마이 | 0 | 0 | 0 | 0 | 2 | 1 | 0 | 2 | 0 | 5 | 7  | 2 |
| 승리 투수: 곤도 마사토시(1-0) 패전 투수: 나카니시 가쓰미(0-2) 홈런: 다이요 – 곤도 아키히토(9회 1점) 다이마이 – 야나기다 도시오(5회 2점) |   |   |   |   |   |   |   |   |   |   |    |   |

### 4차전
- 10월 15일 - 고라쿠엔 구장

| 팀                                                          | 1 | 2 | 3 | 4 | 5 | 6 | 7 | 8 | 9 | R | H | E |
| 다이요                                                      | 0 | 0 | 0 | 0 | 1 | 0 | 0 | 0 | 0 | 1 | 7 | 0 |
| 다이마이                                                    | 0 | 0 | 0 | 0 | 0 | 0 | 0 | 0 | 0 | 0 | 9 | 0 |
| 승리 투수: 아키야마 노보루(2-0) 패전 투수: 오노 쇼이치(0-2) |   |   |   |   |   |   |   |   |   |   |   |   |

## 수상 선수
- MVP : 곤도 아키히토(다이요)
- 감투상 : 다미야 겐지로(다이마이)

## 같이 보기
- 1960년 월드 시리즈